# Peter Fiebag
Peter Fiebag (* 1958) ist ein deutscher Schriftsteller und Autor im Bereich der Grenzwissenschaften.

## Leben
Peter Fiebag studierte Philologie, Wirtschaftswissenschaften und Kommunikationswissenschaften an der Universität Göttingen. Linguistische Studien führten ihn in den Bereich der Mayaistik.
1985 veröffentlichte er zusammen mit seinem Bruder Johannes Fiebag sein erstes Buch „Die Entdeckung des Heiligen Grals“. Wie sein Bruder, der 1999 verstarb, veröffentlichte er in den folgenden Jahren zahlreiche Bücher zu dem Thema der Präastronautik, Aliens, UFOs und ähnlichen grenzwissenschaftlichen Themen. Wissenschaftlich versiert nimmt er sich aber auch geschichtlicher Themen an. Nebenbei engagiert er sich in der Forschungsgesellschaft für Archäologie, Astronautik und SETI (A.A.S.) als Referent und Publizist.
Seine Werke wurden in insgesamt 18 Sprachen veröffentlicht: Bulgarisch, Dänisch, Deutsch, Französisch, Finnisch, Italienisch, Lettisch, Litauisch, Niederländisch, Norwegisch, Polnisch, Portugiesisch, Rumänisch, Spanisch, Slowenisch, Slowakisch, Tschechisch und Ungarisch. Weitere Veröffentlichungen erfolgten in England und den USA.
Peter Fiebag war bis 2024 Studiendirektor und unterrichtete an einem Fachgymnasium Wirtschaft als Politik-, Geschichts- und Deutschlehrer und war Schulkoordinator an der BBS I Northeim.

## Ehrungen
„In Anerkennung für seine objektiv-kritischen Untersuchungen“ wurde Peter Fiebag 1996 zusammen mit seinem Bruder Johannes Fiebag der Dr.-A.-Hedri-Preis der Schweizer Hedri-Stiftung verliehen.

## Veröffentlichungen (Auswahl)
- Rätsel seit Jahrtausenden Autorenteam: Peter Fiebag, Axel Ertelt, Johannes Fiebag u. Hans-Werner Sachmann, Selbstverlag Halver, Dortmund u. Northeim, 1978
- Die kosmischen Eingeweihten Autorenteam: Peter Fiebag, Axel Ertelt, Johannes Fiebag u. Hans-Werner Sachmann, Selbstverlag Halver, Dortmund u. Northeim, 1980
- Die Entdeckung des Heiligen Grals. John Fisch Verlag, Luxemburg 1983; Goldmann Verlag, München 1998 (gemeinsam mit Johannes Fiebag)
- Aus den Tiefen des Alls. Ullstein Verlag, München 1985/1995 (gemeinsam mit Johannes Fiebag)
- Himmelszeichen. Goldmann-Verlag, München 1992 (gemeinsam mit Johannes Fiebag)
- Gesandte des Alls. Dortmund 1993 (gemeinsam mit Johannes Fiebag & Hans-Werner Sachmann)
- Der Götterplan. Außerirdische Zeugnisse bei Maya und Hopi. Die Maya-Hieroglyphen entziffert! Langen Müller Verlag, München 1995, ISBN 3-7844-2533-X.
- Zeichen am Himmel. Ullstein-Verlag, Berlin 1995, ISBN 3-548-35683-4.
- Zeitreise zur Apokalypse. Econ Verlag, Düsseldorf 1997, ISBN 3-612-26303-X.
- Geheimnisse der Naturvölker. Götterzeichen, Totenkulte, Sternenmythen. Kosmische Rituale auf Sulawesi und in den Anden. Langen Müller Verlag, München 1999, ISBN 3-7844-2726-X.
- Johannes Fiebag. In den Augen der Anderen. Peter Fiebag, Andreas von Rétyi, Peter Krassa Verlag Sven Näther, Michendorf 2000, ISBN 978-3-934858-00-8.
- Artus, Avalon und der Gral. Tosa Verlag, Wien 2001, ISBN 3-85492-210-8.
- Rätselhafte Phänomene. Knaur Verlag, München 2001
- Mysterien des Westens. Knaur Verlag, München 2002, ISBN 3-426-66468-2. (gemeinsam mit Elmar R. Gruber & Rainer Holbe)
- Mysterien des Altertums. Knaur Verlag München 2002, ISBN 3-426-66469-0. (gemeinsam mit Elmar R. Gruber & Rainer Holbe)
- Mysterien des Ostens. Knaur Verlag, München 2003, ISBN 3-426-66474-7. (gemeinsam mit Elmar R. Gruber & Rainer Holbe)
- Magische Kraftorte. Knaur Verlag, München 2003, ISBN 3-426-66475-5. (gemeinsam mit Elmar R. Gruber & Rainer Holbe)
- Geheime Botschaften. Knaur Verlag, München 2003, ISBN 3-426-66476-3. (gemeinsam mit Elmar R. Gruber & Rainer Holbe)
- Diálogos com outros mundos. Circulo Leitores. Madrid 2004 (gemeinsam mit Elmar R. Gruber & Rainer Holbe)
- Mystica, Weltbild Verlag, Augsburg 2005, ISBN 3-8289-0804-7. (gemeinsam mit Elmar R. Gruber & Rainer Holbe)
- Flugzeuge der Pharaonen. Antike Flugtechniken in drei Kontinenten. Kopp-Verlag, Rottenburg 2004, ISBN 3-930219-80-8. (gemeinsam mit Algund Eenboom & Peter Belting)
- Visionen der Zukunft. Der rätselhafte Untergang großer Kulturen und die Zukunft unserer Zivilisation . Kopp-Verlag, Rottenburg 2006, ISBN 3-938516-25-9.
- Das Gralsgeheimnis. Herbig-Verlag, München 2006, ISBN 3-7766-2474-4. (gemeinsam mit Johannes Fiebag)